# Indiai védelmek
 Ez a cikk a sakkjátszmák algebrai lejegyzését alkalmazza.
|    | |    |    |    |    |    |    |
|    | \| \| \| \| \| \| \| \| \| \| \| \| \| \| \| \| \| \| \| \| \| \| \| \| \| \| \| \| \| \| \| \| \| \| \| \| \| \| \| \| \| \| \| \| \| \| \| \| \| \| \| \| \| \| \| \| \| \| \| \| \| \| \| \| \| \| \| \| \| \| \| \| |    |    |    |    |    |    |
|    | |    |    |    |    |    |    |
| a8 | b8 | c8 | d8 | e8 | f8 | g8 | h8 |
| a7 | b7 | c7 | d7 | e7 | f7 | g7 | h7 |
| a6 | b6 | c6 | d6 | e6 | f6 | g6 | h6 |
| a5 | b5 | c5 | d5 | e5 | f5 | g5 | h5 |
| a4 | b4 | c4 | d4 | e4 | f4 | g4 | h4 |
| a3 | b3 | c3 | d3 | e3 | f3 | g3 | h3 |
| a2 | b2 | c2 | d2 | e2 | f2 | g2 | h2 |
| a1 | b1 | c1 | d1 | e1 | f1 | g1 | h1 |

| a8 | b8 | c8 | d8 | e8 | f8 | g8 | h8 |
| a7 | b7 | c7 | d7 | e7 | f7 | g7 | h7 |
| a6 | b6 | c6 | d6 | e6 | f6 | g6 | h6 |
| a5 | b5 | c5 | d5 | e5 | f5 | g5 | h5 |
| a4 | b4 | c4 | d4 | e4 | f4 | g4 | h4 |
| a3 | b3 | c3 | d3 | e3 | f3 | g3 | h3 |
| a2 | b2 | c2 | d2 | e2 | f2 | g2 | h2 |
| a1 | b1 | c1 | d1 | e1 | f1 | g1 | h1 |

A sakkmegnyitások közül az indiai védelmekre az 1. d4 Hf6 nyitó lépéspár a jellemző, bár indiai védelmet más sorrendben végrehajtott lépések is létrehozhatnak.

## Története
Az indiai védelem korunk egyik legnépszerűbb és legismertebb megnyitása, amely mint sakkmegnyitás 1884-ben vált ismertté, Moheschunder Bannerjee indiai sakkozónak a skót John Cochrane (1798-1878) sakkmester ellen, az 1840-es és 1850-es években vívott játszmái után. Európában az indiai bajnok Mir Sultan Khan angol sakkmesternek köszönhetően vált ismertté, népszerűségét azonban Ksawery Tartakower nagymesternek köszönheti, aki felfedezte a Moheschunder megnyitásában rejlő lehetőségeket.
Ezeknek a megnyitásoknak óriási irodalma van, és csaknem minden mester játszotta őket a 20. század első negyedétől kezdve. Mindegyik valamilyen fokig „hipermodern” megnyitás, amelyben sötét arra csábítja világost, hogy hozzon létre erős jelenlétet a centrumban, amit aztán sötét távolabbi bábukkal aláaknázhat és elpusztíthat. A 20. század elején e megnyitások még erősen vitatottak voltak, ma azonban minden sakktudási szinten alkalmazzák őket.
Az indiai védelmeket ambiciózusabbnak és kétélűbbnek tartják az 1…d5 szimmetrikus válasznál. Az elhárított vezércselben sötét passzív helyzetet vállal, azzal a tervvel, hogy fokozatosan egyenlít ki és jut ellenjátékhoz. Ezzel szemben a szimmetria megtörése már az első lépéspárban gyors csatához vezet a központban, amelyben sötét ellenjátékhoz juthat anélkül, hogy valójában előbb kiegyenlítene.

## Főbb változatai
Világos második lépése általában 2. c4, amellyel nagyobb részt szakít ki a centrumból és lehetővé teszi a Hc3-at az e4 előkészítéseként, anélkül hogy blokkolná a c-gyalogot. Ekkor sötétnek három fő választása van és néhány egyéb változat:
- 2… g6 előkészül a királyoldali fianchetto kiépítésére és átlép a királyindiai vagy a Grünfeld-védelembe.
- 2… e6 felszabadítja a királyoldali futó útját a centrum felé. A nimzoindiai védelembe, a bogoindiai védelembe, a vezérindiai vagy a modern Benoni-védelembe vezet át.
- 2… c5 a modern Benoni, azonnali ellencsapással a centrumban.
- 2… d6, ami után …e5 jön, az óindiai védelem, amit játszhatónak, de kevéssé ambiciózusnak tartanak.
- 2… d6, 3. Hc3 Ff5, a Janowski indiai védelem, különleges, de játszható változat.
- 2… b6 a „gyorsított vezérindiai”, amely játszható, bár a modern elmélet jobban kedveli 2… e6, 3. Hf3 után a vezérindiai védelmet.
- 2… c6 a szláv–indiai védelmet vezeti be, amely királyindiaiba vagy szláv védelembe fordulhat át.
- 2… e5!? a budapesti védelem, egy élénk ellencsel. Világos csak úgy tarthatja meg a lenyert gyalogot, ha lassabban fejleszti állását, emiatt gyakran feladja a gyalogelőnyt, hogy megőrizhesse a kezdeményezést.

## Elágazások
- 1.d4 Hf6 2.c4 b6 Vezérgyalog-játék (ECO A50)
- 1.d4 Hf6 2.c4 c5 3.d5 Benoni-védelem (ECO A56)
- 1.d4 Hf6 2.c4 c5 3.d5 b5 Benkő-csel (vagy Volga-csel) (ECO A57)
- 1.d4 Hf6 2.c4 c6 Szláv-indiai védelem (ECO A50)
- 1.d4 Hf6 2.c4 Hc6 Kevitz–Trajkowich-védelem (Fb4ECO A50)
- 1.d4 Hf6 2.c4 d6 3.Hc3 e5 Óindiai védelem (ECO A53)
- 1.d4 Hf6 2.c4 d6 3.Hc3 Ff5 Óindiai védelem Janowski-változat (ECO A53)
- 1.d4 Hf6 2.c4 He4 Vezérgyalog-játék Dőry-védelem (ECO A50)
- 1.d4 Hf6 2.c4 e5 Budapesti védelem (ECO A51)
- 1.d4 Hf6 2.c4 e6 3.Hc3 Fb4 Nimzoindiai védelem (ECO E20)
- 1.d4 Hf6 2.c4 e6 3.Hc3 c5 4.d5 Benoni-védelem (ECO A56)
- 1.d4 Hf6 2.c4 e6 3.Hf3 Fb4+ Bogo-indiai védelem (ECO E11)
- 1.d4 Hf6 2.c4 e6 3.Hf3 b5 Vezérgyalog-játék lengyel védelem (ECO E10)
- 1.d4 Hf6 2.c4 e6 3.Hf3 b6 Vezérindiai védelem (ECO E12)
- 1.d4 Hf6 2.c4 e6 3.Hf3 c5 4.d5 b5 Vezérgyalog-játék Blumenfeld-ellencsel (ECO E10)
- 1.d4 Hf6 2.c4 e6 3.g3 Katalán megnyitás (ECO E01)
- 1.d4 Hf6 2.c4 e6 3.Fg5 Újindiai támadás (ECO E00)
- 1.d4 Hf6 2.c4 e6 3. a3?! Ausztrál támadás (ECO E00)
- 1.d4 Hf6 2.c4 g6 3.Hc3 d5 Grünfeld-védelem (ECO D70)
- 1.d4 Hf6 2.c4 g6 3.Hc3 Fg7 Királyindiai védelem (ECO E60))
- 1.d4 Hf6 2.Hf3 h6 3.c4 g5 Vezérgyalog-játék Nadanian-támadás (ECO A46)
- 1.d4 Hf6 2.Hf3 e6 3.Fg5 Torre-támadás (ECO D03)
- 1.d4 Hf6 2.Hf3 g6 Kelet-indiai védelem (ECO A48)
- 1.d4 Hf6 2.Hf3 g6 3.Hc3 d5 4. Ff4 Fg7 5. e3 O-O 6. Fe2 Vezérgyalog-játék Barry-támadás (ECO D00)
- 1.d4 Hf6 2.Fg5 Vezérgyalog-játék Trompowsky-támadás (ECO A45)